# امتنان
الامتنان أو الشكر أو التقدير أو الإقرار بالفضل أو عِرفان الجميل عاطفة وفعل، له دور كبير في الثقافة والدين.